# Paul Logan
Paul Logan (New Jersey, 15 ottobre 1973) è un attore e stuntman statunitense.

## Biografia
Nato in New Jersey cresce a Valley Cottage nello stato di New York. Si diploma al SUNY Purchase College in bio-chimica e successivamente si trasferisce a Los Angeles in cerca di fortuna. Qui dopo aver frequentato un corso di chiropratica decide di dedicarsi a pieno alla recitazione.
Inizia recitando in alcune pellicole erotiche e softcore. Ottiene il primo ruolo di rilievo nel 1997 nell'horror Killers.
Nel 2009 recita nel film d'azione Ballistica dove interpreta Damian Sloan, un agente segreto della CIA. L'anno successivo viene scelto come protagonista del mockbuster Mega Piranha dove veste i panni di Jason Fitch, un agente speciale. Il film diventa velocemente un cult e permette all'attore di acquisire una certa notorietà.
È un esperto di arti marziali, ha praticato fin dall'età di 13 anni Goju-Ryu e successivamente arti marziali miste.

## Filmografia

### Attore

#### Cinema
- Killers, regia di David Michael Latt (1997)
- The Ultimate Game, regia di Jack Kaprielian (2001)
- Savage Season, regia di Mike Tristano (2001)
- The Eliminator, regia di Ken Barbet (2004)
- La maledizione di Komodo (The Curse of the Komodo), regia di Jim Wynorski (2004)
- Atterraggio d'emergenza (Crash Landing), regia di Jim Wynorski (2005)
- Komodo vs. Cobra, regia di Jim Wynorski (2005)
- Cannibal Taboo, regia di Mike Tristano (2006)
- Shockwave - L'attacco dei droidi (A.I. Assault), regia di Jim Wynorski (2006)
- Fall Guy: The John Stewart Story, regia di John Stewart (2007)
- The Last Bad Neighborhood, regia di Mark Duncan (2008)
- White Air, regia di U. Wolfgang Wagenknecht (2009)
- Vampire in Vegas, regia di Jim Wynorski (2009)
- MegaFault - La terra trema (MegaFault), regia di David Michael Latt (2009)
- Aliens on Crack, regia di Bob Bragg (2009)
- Ballistica, regia di Gary Jones (2009)
- Lost in the Woods, regia di Jim Wynorski (2009)
- The Terminators, regia di Xavier S. Puslowski (2010)
- Mega Piranha, regia di Eric Forsberg (2010)
- 200 MPH, regia di Cole S. McKay (2011)
- Re-Generator, regia di Olivier Gruner (2013)
- Code Red, regia di Valeri Milev (2013)
- Skookum: The Hunt for Bigfoot, regia di Jack Skyyler e Alex Zinzopoulos (2014)
- CobraGator, regia di Jim Wynorski (2016)
- Sniper - Forze speciali (Sniper: Special Ops), regia di Fred Olen Ray (2016)
- The Horde, regia di Jared Cohn (2016)

#### Televisione
- L.A. Heat – serie TV, episodio 2x01 (1999)
- Angel – serie TV, episodio 3x04 (2001)
- Friends – serie TV, episodio 9x11 (2003)
- Il tempo della nostra vita (Days of Our Lives) – soap opera, 12 puntate (2002-2005)
- Smith - serie TV, episodio 1x05 (2007)

## Doppiatori italiani
Nelle versioni in italiano dei suoi film, Logan è stato doppiato da:
- Carlo Scipioni in Shockwave - L'attacco dei droidi
- Claudio Fattoretto in Mega Piranha